# Teresa (telenovela de 2010)
Teresa es una telenovela mexicana producida por José Alberto Castro para Televisa transmitida por El Canal de las Estrellas entre el 2 de agosto de 2010 y el 27 de febrero de 2011. Es una adaptación de la telenovela del mismo nombre original de Mimí Bechelani.
Está protagonizada por Angelique Boyer junto a Aarón Díaz y Sebastián Rulli, con Cynthia Klitbo, y las actuaciones antagónicas de Silvia Mariscal, Margarita Magaña, Manuel Landeta, Felicia Mercado y Raquel Olmedo; contó con las actuaciones estelares de Ana Brenda Contreras, Fernanda Castillo y Juan Carlos Colombo.

## Argumento
Teresa Chávez (Angelique Boyer) es una joven bella e inteligente que busca desesperadamente salir de la pobreza agobiante del barrio donde vive. A pesar del cariño de sus padres, vive resentida con la vida miserable que la dejó sin su hermana Rosa (Jessica Segura). Planea usar su belleza como método para entrar al mundo lujoso al que tanto quiere pertenecer. Ni siquiera su novio Mariano (Aarón Díaz), un muchacho pobre de la vecindad que la adora, hace que Teresa cambie su manera de pensar y su carácter ambicioso y egoísta.
Por ello, estudiando en la preparatoria de lujo donde está becada, conoce a Paulo (Alejandro Nones), un joven rico y muy popular entre todas las estudiantes. Teresa, viendo en él su gran oportunidad de entrar al mundo de ricos con el que siempre soñó, rompe con Mariano y, con sus encantos, conquista a Paulo de inmediato, pero siempre ocultándole su origen humilde. Paulo le propone matrimonio, pero descubre el engaño, por lo que rompe el compromiso matrimonial, aunque le ofrece a Teresa seguir a su lado como su amante. Teresa se niega y entonces él se hace novio de Aída (Margarita Magaña), otra estudiante de la preparatoria, bella pero egoísta y superficial.
Paulo y Aída humillan a Teresa, exhibiendo en público su pobreza y sus mentiras, por lo que ella decide vengarse y jura que jamás volverá a ser pisoteada, obtendrá lo que desee, sin importarle de qué manera ni a qué costo. Teresa se hace amiga de su profesor Arturo de la Barrera (Sebastián Rulli), un prestigioso abogado que acepta pagarle la carrera. Ella se dedica sutilmente a conquistarlo. Sin embargo, al ver que su mejor amiga Aurora (Ana Brenda Contreras) se ha enamorado de Mariano, Teresa, muerta de celos, vuelve con él. Pero al ver que Mariano se tardará mucho en hacer carrera y dinero, decide finalmente quedarse con Arturo, al que miente diciéndole que es muy infeliz al lado de sus padres. Luisa (Fernanda Castillo), la hermana de Arturo, se compadece de ella y se la lleva a vivir a su casa. Allí, finalmente, Teresa vuelve loco de amor a Arturo.
Después de que Teresa termine su carrera, Arturo le propone matrimonio; se casan pero todo su matrimonio con él ha sido un fracaso, ya que Arturo es muy celoso de Mariano, motivo por el cual le es infiel a Teresa con Paloma (Issabela Camil). Ella se entera de la infidelidad de Arturo y le pide el divorcio, pero Arturo le ofrece llevarla a Europa y ella acepta; ahí se encariña con Arturo y empieza a olvidarse de Mariano.
Pasa el tiempo y Teresa recibe un disparo de bala que la deja paralizada del cuerpo y así salvándole la vida a Arturo. Ella se recupera y Arturo se entera de lo que hubo entre Teresa y Mariano el día antes de su boda y que ella solo lo quiere por su dinero. Arturo se ve en una crisis económica y, dudando del amor de Teresa, la pone a prueba llevándola a vivir a la vecindad de donde salió; ella se entera de la prueba y la acepta, pues se ha empezado a enamorar de él. Cansada de la crisis, Teresa busca mejorar su condición y posición socioeconómica, por lo que seduce a Fernando (Daniel Arenas), el multimillonario prometido de Luisa, quien es un mujeriego. Teresa se aprovecha de ello y hace que rompa su compromiso con Luisa días antes de la boda. 
En una lucha entre lo que siente y su incontrolable ambición por el dinero, Teresa se decanta por esta última, fingiendo por Fernando un amor que, a todas luces, parece no sentir; pero Oriana (Raquel Olmedo), la madre de Fernando, se opone tajantemente a ella y está decidida a hacer lo que sea para separarlos, incluso quitarle la fortuna a su hijo. Teresa inicia los trámites de divorcio con Arturo para poder casarse con Fernando y tener el dinero que siempre ha querido. Teresa logra que Fernando le ceda acciones en algunas de sus empresas y las vende a escondidas. Cuando por fin recibe el dinero de la venta, deja a Fernando aduciendo que no lo ama.
Arturo sufre un accidente automovilístico; un campesino lo rescata y lo lleva a su rancho. Teresa se entera y va en búsqueda de él porque está desaparecido; lo halla y se trasladan al hospital, donde Teresa se da cuenta de que ama a Arturo y que no puede estar sin él.
Finalmente, tras negar sus raíces humildes llegando incluso a decir que sus padres habían muerto, toda su familia y amigos giran en contra de ella, dejándola sola. Teresa cambia su actitud y decide cambiar para ser una mejor persona, dona todo el dinero que le quitó a Fernando a la fundación de Paloma, buscando el perdón de Arturo, pero este se lo niega. Tras aceptar que está sola, ya en su casa, sube a su habitación y abraza el oso que le regaló Arturo; por último, aparece Arturo en su habitación, quien la levanta del suelo, la abraza y la besa.

### Finales alternativos
Fueron presentados en el programa Hoy el lunes 28 de febrero de 2011:
- Final alternativo n.º 1: Ya en su casa, Teresa se da cuenta de que se ha quedado completamente sola, sube a su habitación y abraza el oso que le regaló Arturo con mucha pasión hasta que decide irse de esa casa e iniciar una nueva vida. Días después se le ve trabajando como secretaria; le presentan a su nuevo jefe, que le dice que la espera en su oficina. Ella se desabrocha la blusa, haciendo más abierto el escote y va hacia la oficina, mientras cita su característica frase: «Entre ser o no ser, yo soy».

- Final alternativo n.º 2: Ya en su casa, Teresa se da cuenta de que se ha quedado completamente sola, sube a su habitación y abraza el oso que le regaló Arturo con mucha pasión hasta que Fernando llega al cuarto reprochándole su traición y que por su culpa su madre se puso enferma y que él había perdido a una mujer que amaba. Él le dispara en el abdomen y el corazón; la bala le atraviesa el cuerpo y Teresa cae y logra abrazar de nuevo a su oso, para finalmente fallecer ante los ojos de Fernando.

## Reparto

### Principales
- Sebastián Rulli como Arturo de la Barrera
- Aarón Díaz como Mariano Sánchez Suárez
- Cynthia Klitbo como Juana Godoy
- Angelique Boyer como Teresa Chávez Aguirre
- Silvia Mariscal como Refugio Aguirre de Chávez
- Manuel Landeta como Rubén Cáceres Muro
- Ana Brenda Contreras como Aurora Alcázar Coronel
- Margarita Magaña como Aída Cáceres Azuela
- Fernanda Castillo como Luisa De la Barrera
- Felicia Mercado como Genoveva de Alba Vda. de Castellanos
- Juan Carlos Colombo como Armando Chávez Gómez
- Alejandro Ávila como Cutberto González
- Óscar Bonfiglio como Héctor Alcázar
- Fabiola Campomanes como Esperanza Medina
- Dobrina Cristeva como Mayra Azuela de Cáceres
- Toño Mauri como Hernán Ledezma
- Luis Fernando Peña como Juan Antonio «Johnny» Gómez Domínguez
- Issabela Camil como Paloma Dueñas[a]
- Alejandro Nones como Paulo Castellanos de Alba[a]
- Joana Brito como Ignacia «Nachita» de Medina[a]
- Willebaldo López como Pedro Medina[a]
- Juan Sahagún como Ramón Sánchez
- Gloria Aura como Patricia «Paty» Nájera Valverde[b]
- Daniel Arenas como Fernando Moreno Guijarro[b]
- Mar Contreras como Lucía Álvarez Granados[c]
- Guillermo Zarur como Porfirio Valverde[b]
- Patricio Borghetti como Martín Robles Ayala[b]
- Raquel Olmedo como Oriana Guijarro vda. de Moreno[d]
- Eugenia Cauduro como Vanessa Coronel[e]

### Recurrentes
- Hugo Aceves como Rodolfo Méndez «Fito»
- Jessica Segura como Rosa «Rosita» Chávez Aguirre
- Rodrigo René como Pablo «Pablito» Medina
- Monserrat de León como Griselda
- Saúl Flores como Saúl
- Felipe Nájera como Hugo
- Elena Torres como Magda
- Eduardo Carvajal como Darío
- María Dolores Oliva como Gema
- Juan Diego Covarrubias como Julio
- Alejandra Adame como Florencia Dueñas y Vélez
- María Pía como Ivonne
- Roberto Romano como Raúl
- Heidi Balvanera como Sasha
- Ivonne Herrera como Reina
- Sofía Castro como Sofía
- Iván Lomelí como Campesino
- Elsa Cárdenas como Directora de la fundación Paloma[6]

### Invitados
- Toño Infante como Fausto[f]

## Premios y nominaciones

### TV Adicto Golden Awards
| Año  | Categoría                                                     | Nominados           | Resultado |
| ---- | ------------------------------------------------------------- | ------------------- | --------- |
| 2010 | Mejor canción                                                 | Gloria Trevi        | Ganadora  |
| 2010 | Revelación femenina                                           | Angelique Boyer     | Ganadora  |
| 2010 | Premio especial a la superación de un actor                   | Luis Fernando Peña  | Ganador   |
| 2010 | Premio especial a la telenovela que se superó sobre la marcha | José Alberto Castro | Ganador   |

### Premios TVyNovelas (2011)
| Categoría               | Persona                             | Resultado |
| ----------------------- | ----------------------------------- | --------- |
| Mejor telenovela        | José Alberto Castro                 | Nominada  |
| Mejor actriz            | Angelique Boyer                     | Ganadora  |
| Mejor actor             | Sebastián Rulli                     | Nominado  |
| Mejor actriz antagónica | Margarita Magaña                    | Nominada  |
| Mejor actor antagónico  | Manuel Landeta                      | Nominado  |
| Mejor actriz coestelar  | Ana Brenda Contreras                | Nominada  |
| Mejor tema musical      | Esa hembra es mala por Gloria Trevi | Nominada  |

### Premios Bravo (2011)
| Categoría    | Persona         | Resultado |
| ------------ | --------------- | --------- |
| Mejor actriz | Angelique Boyer | Ganadora  |
| Mejor actor  | Sebastián Rulli | Ganador   |

### Premios People en Español (2011)
| Categoría          | Telenovela                      | Resultado |
| ------------------ | ------------------------------- | --------- |
| Mejor telenovela   | Mejor telenovela                | Nominada  |
| Mejor actriz       | Angelique Boyer                 | Nominada  |
| Mejor actor        | Aarón Díaz                      | Nominado  |
| Mejor actor        | Sebastián Rulli                 | Nominado  |
| Revelación del Año | Alejandro Nones                 | Nominado  |
| Pareja del Año     | Angelique Boyer Aarón Díaz      | Nominados |
| Pareja del Año     | Angelique Boyer Sebastián Rulli | Nominados |

### Kids Choice Awards México (2011)
| Categoría                                 | Personaje       | Resultado |
| ----------------------------------------- | --------------- | --------- |
| Personaje femenino favorito de una serie  | Angelique Boyer | Nominada  |
| Personaje Masculino Favorito de una serie | Aarón Díaz      | Nominado  |
| Villana favorita                          | Angelique Boyer | Nominada  |
| Frase favorita                            | Silvia Mariscal | Ganadora  |

### Premios ACE (2012)
| Categoría                  | Telenovela      | Resultado |
| -------------------------- | --------------- | --------- |
| Mejor actriz               | Angelique Boyer | Ganadora  |
| Mejor actor                | Sebastián Rulli | Ganador   |
| Mejor dirección televisiva | Mónica Miguel   | Ganadora  |